# Христофор Еммауський (єпископ)
Христофор Еммауський (в миру Федір Еммауський; 1795, Еммаус, Тверська губернія, Російська імперія — 11 (23) серпня 1872, Спасо-Суморин монастир) — релігійний діяч українського походження на Московщині, небіж українського просвітителя Феофілакта Лопатинського єпископ Відомства православного сповідання Російської імперії.

## Біографія
Син священика села Еммаус, Тверської губернії, Максима Лопатинського, рідного племінника відомого архієпископа Тверського Феофілакта Лопатинського.
Отримав прізвище Еммауський за рідним селом, коли у 1804 р. по смерті батька був привезений до Тверської семінарії. Тут він і навчався з повним успіхом до переходу у філософський клас.
У 1813 році вчитель Тверської семінарії ієромонах Амвросій Орнатський, згодом єпископ Пензенський, що брав активну участь у долі сироти Еммауського, після переведення до Новгородської семінарії, взяв його із собою в цю семінарію і утримував за власний рахунок, доки він навчався у філософському класі.
У 1815 році Новгородську семінарію ревізував ректор Санкт-Петербурзької духовної академії архімандрит Філарет Дроздов, і після ревізії включив Еммауського, як одного з найкращих вихованців семінарії, до числа студентів, що спрямовувалися для подальшої освіти до Санкт-Петербурзької академії. Тут Еммауський майже весь час свого навчання (1815-1819) перебував під безпосереднім керівництвом того ж Філарета і слухав, у числі інших наставників, гебраїста Г. П. Павського.
Після закінчення академічного курсу Еммауський у 1819 році був удостоєний ступеня кандидата богослов'я і призначений на посаду вчителя громадянської історії та французької мови в Київську семінарію.
У 1824 році переведений в Орловську семінарію. У 1825 році висвячений на священика до Георгіївської церкви в місті Болхов, а по закінченню навчального року, за проханням, звільнений від навчальної служби.
У 1826 році Еммауський був призначений членом Болховського духовного правління, у 1828 році — благочинним і першоприсутнім того ж правління, з возведенням у сан протоієрея.
У 1831 році він був переміщений в місто Орел до Хрестовоздвиженської церкви і у 1833 призначений доглядачем Орловського духовного училища. У тому ж році 9 грудня, овдовівши, він на прохання був пострижений в чернецтво, 9 січня 1834 року призначений членом Орловської духовної консисторії, а 28 жовтня, в повагу довготривалого служіння на посадах училищних і єпархіальних і в сані священства, зведений в сан архімандрита і визначений настоятелем заштатного Болховського Оптиного Троїцького монастиря, зі звільненням у 1835 році від училищної посади.
Переміщений 21 березня 1836 року настоятелем в третьокласний Трубчевський Спаський Чолнський монастир, він, за браком настоятелів у єпархії, залишав за собою управління і Болховским Троїцьким монастирем, і 31 жовтня був обраний благочинним монастирів Орловської єпархії.
У 1837 році архімандрит Христофор знову був покликаний до духовно-навчальної служби, призначений ректором і вчителем богословських наук у Волинську семінарію, настоятелем заштатного монастиря в ім'я Іоанна Загаєцького. Десять років з лишком Христофор прослужив на посаді ректора на Волині при архиєпископіах Інокентії Сельнокринові і Никанорі Клементіївському, користуючись довірою цих преосвященних і повагою товаришів по службі і учнів семінарії.
У 1840 році за відмінно-старанну службу Христофор був нагороджений орденом святої Анни 2 ст., А у 1844 році тим же орденом з імператорської корони.
У 1847 році, указом св. Синоду, архімандрит Христофор був викликаний у Санкт-Петербург на череду священнослужіння і проповіді слова Божого, а до 1848 визначений присутнім у Петербурзькій духовній консисторії і членом комісії з відновлення в Санкт-Петербурзі Воскресенського жіночого монастиря на місці колишнього колись Смольного такого ж монастиря, перетвореного в богоугодний заклад.
24 травня 1848 році архімандрит Христофор був призначений ректором і вчителем догматичного богослов'я в Санкт-Петербурзькій духовній семінарії і 5 листопада обраний членом конференції Санкт-Петербурзької духовної академії, 20 листопада — членом зовнішнього правління академії. У 1849 році архімандрит Христофор був призначений настоятелем Новоторзького Борисоглібського монастиря Тверської єпархії і членом дорадчого комітету з духовних і цивільних осіб з питання про влаштування долі людей духовного відомства, що залишалися без місць.
5 березня 1850 року, за доповіддю св. Синоду, відбулося призначення, а 25 березня висвячення архімандрита Христофора в єпископа Ревельського, вікарія Санкт-Петербурзької митрополії, причому висвячення в Олександро-Невській лаврі здійснював соборно з іншими ієрархами перший член Синоду, митрополит Новгородський і Санкт-Петербурзький Никанор Клементіївський що давно знав і високо цінував преосвященного Христофора. Митрополит Никанор знайшов у ньому Вірного і доброго співробітника як в загальному управлінні єпархією, так і у виконанні особливих доручень, які давалися преосвященному Христофору. Так, єпископ Христофор вже у 1851 році був призначений членом секретного комітету щодо суворого спостереження за всіма діями духовної цензури; 20 липня того ж року оглядав Санкт-Петербурзьку духовну семінарію; у 1852 року призначений головуючим в особливому вищому комітеті з побудови в Петербурзі вищезгаданого Воскресенського монастиря, у 1853 році — членом комітету із розгляду описів церковного майна Санкт-Петербурзької єпархії.
У 1855 році єпископ Христофор був затверджений віце-президентом Санкт-Петербурзької піклувального комітету за в'язницями і у 1856 році, коли з нагоди коронації засідання св. Синоду були перенесені з Петербурга в Москву, був присутнім у Санкт-Петербурзькій синодальній конторі.
За ревне пастирське служіння преосв. Христофор у 1852 році був нагороджений орденом св. Анни 1-го ступеня.
У 1855 році він висвятив на священика отця Івана Кронштадтського.
31 липня 1856 року призначений на самостійну кафедру єпископа Вологодського і Устюжского.
Вологодською єпархією єпископ Христофор керував 10 років і протягом цього часу багато сприяв її внутрішньому і зовнішньому благоустрою, часто оглядаючи особисто великі обшири єпархії, ревно дбаючи про підйом освіти ввіреного йому духовенства і пастви, про поліпшення побуту духовенства і утримання духовно-навчальних закладів єпархії. За його ініціативою з 1 жовтня 1864 почали видаватися Вологодські єпархіальні відомості.
Влітку 1858 зустрічав у Вологодському соборі імператора Олександра ІІ, попередньо склавши церемоніал зустрічі.
У 1866 році Христофор, як підвищення, був переміщений на В'ятську архієрейську кафедру, але, відчуваючи послаблення сил через старість, і особливо послаблення зору, замість підвищення обрав звільнення на спокій. На прохання, він 20 жовтня того ж 1866 року був звільнений на спочинок, отримавши в управління Тотемський Спасо-Суморин монастир Вологодської єпархії, де він і жив до своєї смерті, постійно, незважаючи на слабкість зору, стежачи за політикою, громадським життям.
Указом св. Синоду 20 вересня 1867 року братія Спасо-Суморін монастиря, повністю слухати і допомагати Христофору, перебуваючи з ним у таких же відносинах, як і з єпархіальним архієреєм. За весь час свого перебування на спокої Христофор тільки два рази, у 1868 і 1871 роках, виїжджав зі свого монастирського усамітнення: вперше — у Вологду, а вдруге — до Москви, аби порадитися з лікарями щодо зору, що погіршувався; але лікарі вже не могли допомогти йому.

## Твори
Окрім навчально-виховної і церковно-адміністративної діяльності, Христофор заявив себе і на науково-літературній ниві.
Його перу належать кілька проповідей, надрукованих або окремими брошурами, або у «Вологодських єпархіальних відомостях», ним же і заснованих у 1864 році.
«Дванадцять малих пророків в російському перекладі», надрукований в «недільному Читанні» 1876 р. ч. II.
До числа його окремо виданих проповідей відносяться: 1) «Слово, вимовлене у Вологодському кафедральному соборі при вступі на паству 21 жовтня 1856 р.», СПб., 1863 і 2) «Заклик, приготований для виголошення і повчання для дворових служителів і селян з нагоди звільнення їх від кріпосної залежності», СПб., 1861.
Інші його слова і промови віддруковані у «Вологодських єпархіальних відомостях» за 1864-1866 рр. Що стосується перекладів, надрукованих за рукописом, що зберігся у бібліотеці Київської семінарії, він виказує ґрунтовне знайомство перекладача і з мовами Біблії, єврейською, грецькою і латинською, і з її тлумаченнями.